# Aimophila notosticta
El zacatonero oaxaqueño o chingolo oaxaqueño (Aimophila notosticta) es una especie de ave paseriforme de la familia Passerellidae endémica de México, de distribución limitada al interior de Oaxaca.
Mide aproximadamente 15 cm de longitud. Es un gorrión de pico negro, pardo listado con oscuro en espalda y alas, con matices rojizos y grisáceos, y la cola color pardo grisáceo. En la cabeza hay una corona rojiza dividida en dos por una delgada línea gris, y que se adelgaza en la nuca. La cara y los lados del cuello y de la nuca son grises, con una raya ocular rojiza. El área loreal y la garganta son blancos, pero en esta última hay un par de "bigotes" negros. El pecho es gris.
Su distribución se limita a las tierras altas del centro del estado de Oaxaca, en el sur de México. Vive en terrenos escarpados áridos y semiáridos con vegetación arbustiva. Es quizás la especie con distribución más restringida de todo el género Aimophila.